# Pantano Flumentari
Pantano Flumentari este o arie protejată (arie specială de conservare — SAC, sit de importanță comunitară — SCI) din Italia întinsă pe o suprafață de 88 ha, integral pe uscat.

## Localizare
Centrul sitului Pantano Flumentari este situat la coordonatele 38°12′15″N 15°49′51″E / 38.204167°N 15.830833°E.

## Înființare
Situl Pantano Flumentari a fost declarat sit de importanță comunitară în septembrie 1995 pentru a proteja 6 specii de animale. Situl a fost protejat și ca arie specială de conservare în iunie 2017.

## Biodiversitate
Situată în ecoregiunea mediteraneană, aria protejată conține 2 habitate naturale: Iazuri temporare mediteraneene, Pajiști umede mediteraneene cu ierburi înalte de Molinio-Holoschoenion.
La baza desemnării sitului se află mai multe specii protejate de  păsări (6): șerpar (Circaetus gallicus), erete de stuf (Circus aeruginosus), gaia neagră (Milvus migrans), gaia roșie (Milvus milvus), viespar (Pernis apivorus), silvie de tufiș (Sylvia undata).
Pe lângă speciile protejate, pe teritoriul sitului au mai fost identificate 7 specii de plante, 2 specii de amfibieni, 1 specie de mamifere.